# Abdij van Klaarmares
De Abdij van Klaarmares (Frans: Abbaye de Clairmarais) is een voormalige abdij in de tot het Franse departement Pas-de-Calais behorende plaats Klaarmares.

## Geschiedenis
De abdij werd gesticht op 26 april 1140 door de graaf van Vlaanderen Diederik van de Elzas en zijn vrouw Sybille van Anjou. Toen deze graaf de wens uitte dat ook in zijn bos, Ruholt genaamd, in de buurt van Sint-Omaars, een abdij zou worden opgericht, werd Robrecht van Brugge (In 1139 benoemd tot abt van de Ten Duinenabdij) hiermee belast. Bij de voorbereiding van de Tweede Kruistocht hebben Dierik van de Elzas en Bernardus van Clairvaux elkaar regelmatig ontmoet. De Abdij van Klaarmares was een dan ook cisterciënzerabdij en een dochterabdij van de door Bernardus van Clairvaux gestichte Abdij van Clairvaux. De Abdij van Klaarmares kreeg bij zijn stichting heel wat giften van hooggeplaatste adellijke personen. Hij verwierf onder meer goederen in Reninge, Oostvleteren, Lo, Nieuwkapelle, Pollinkhove en Loon-Plage.
De Abdij van Klaarmares kan dus min of meer als een stichting van de Abdij Onze-Lieve-Vrouw Ten Duinen in Koksijde worden beschouwd. Heel merkwaardig is de vaststelling dat het domein waarop later Abdij van Klaarmares ontstond, aanvankelijk toebehoorde aan de Ten Duinenabdij door schenkingen van Diederik van de Elzas in 1136 en 1137. Later, vermoedelijk kort voor 1140, werden deze gronden overgemaakt aan de nieuwe abdij, die geleid werd door Gunfridus, de prior van de Abdij van Clairvaux. De abdijkerk, gebouwd in gotische stijl, en de abdij zelf zijn gebouwd naar ontwerp van Geoffroy d’Ainay.
Er was een reeks van 59 abten, totdat de abdij door de Franse revolutionairen in 1791 werd opgeheven en als nationaal goed verkocht. De afbraak van de abdij begon in 1802 en nam tien jaar in beslag. Met de restanten werd onder andere een salpeterfabriek bevoorraad. Onderdelen en goederen van de abdij zijn na de afbraak elders terecht gekomen. In de Sint-Samsonkerk in Ebblingem bevindt zich bijvoorbeeld een oude stenen doopvont en kerksieraden afkomstig van de Abdij van Klaarmares.

## Heden
Slechts enkele onderdelen van de abdij zijn bewaard gebleven, namelijk:
- Ruïne van de abdij (restanten van de kruisgang en het dormitorium)
- Delen van een poortgebouw en een gastenverblijf, waaronder de kapel.
- De abdijhoeve met diverse schuur- en stalgebouwen en een traptorentje van 1680.
- De duiventoren

Verder is er een Cisterciënzer boerderij, genaamd La Cloquette, waarvan nog 18e-eeuwse onderdelen zijn te vinden.
Sinds 2020 is in een van de schuren een brouwerij gevestigd, die de naam Abbaye de Clairmarais draagt.

## Fotogalerij

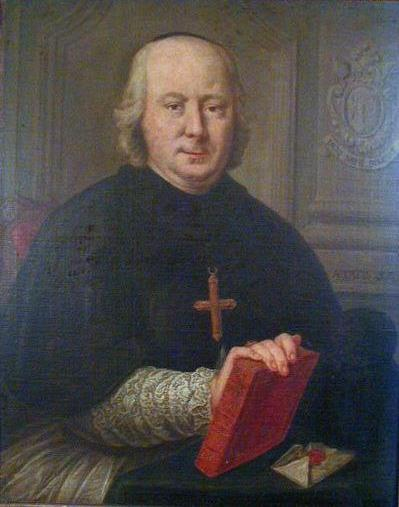
Edmond Tirant, abt van de Abdij van Klaarmares
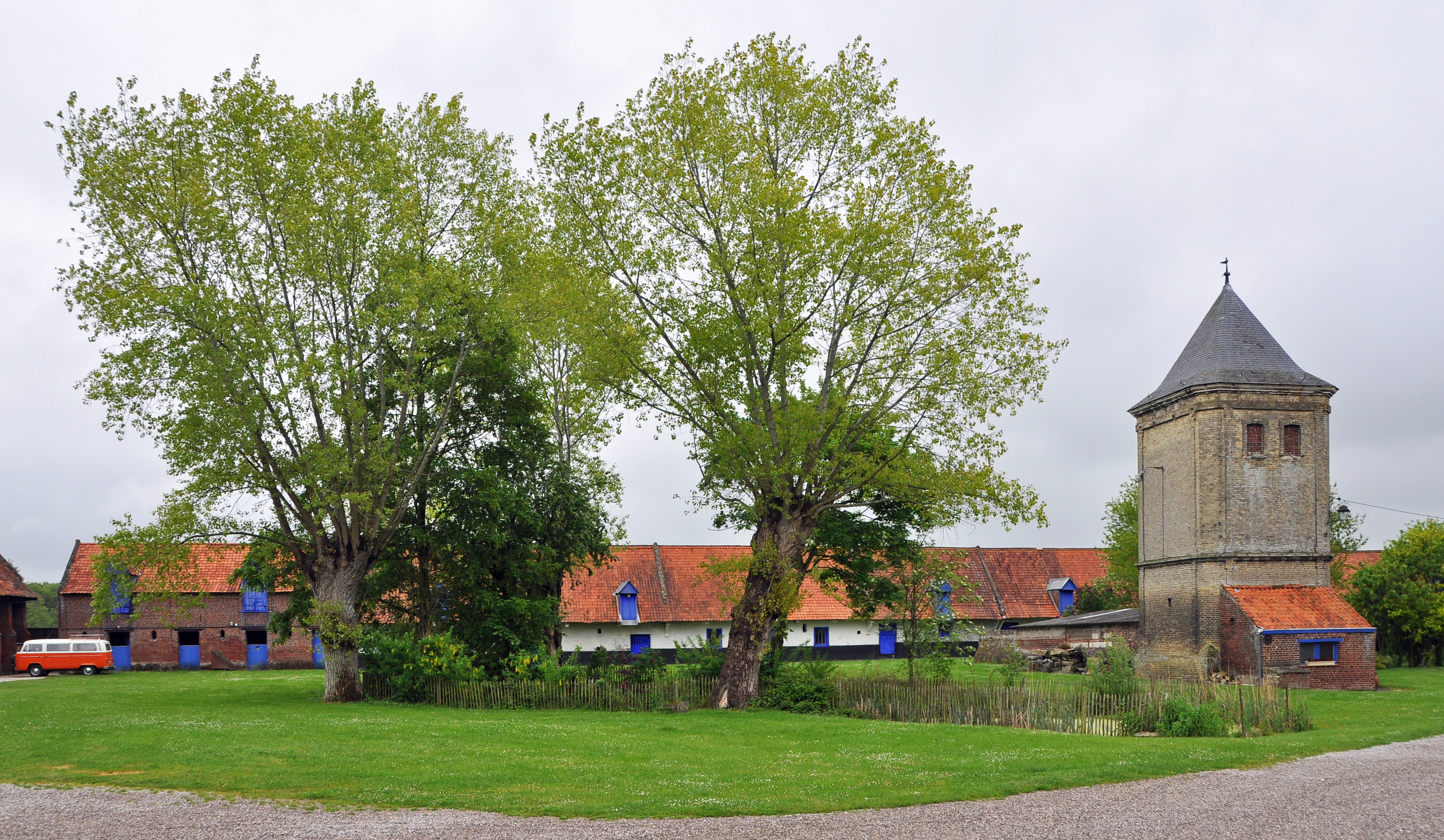
De abdijhoeve met duiventoren in Klaarmares
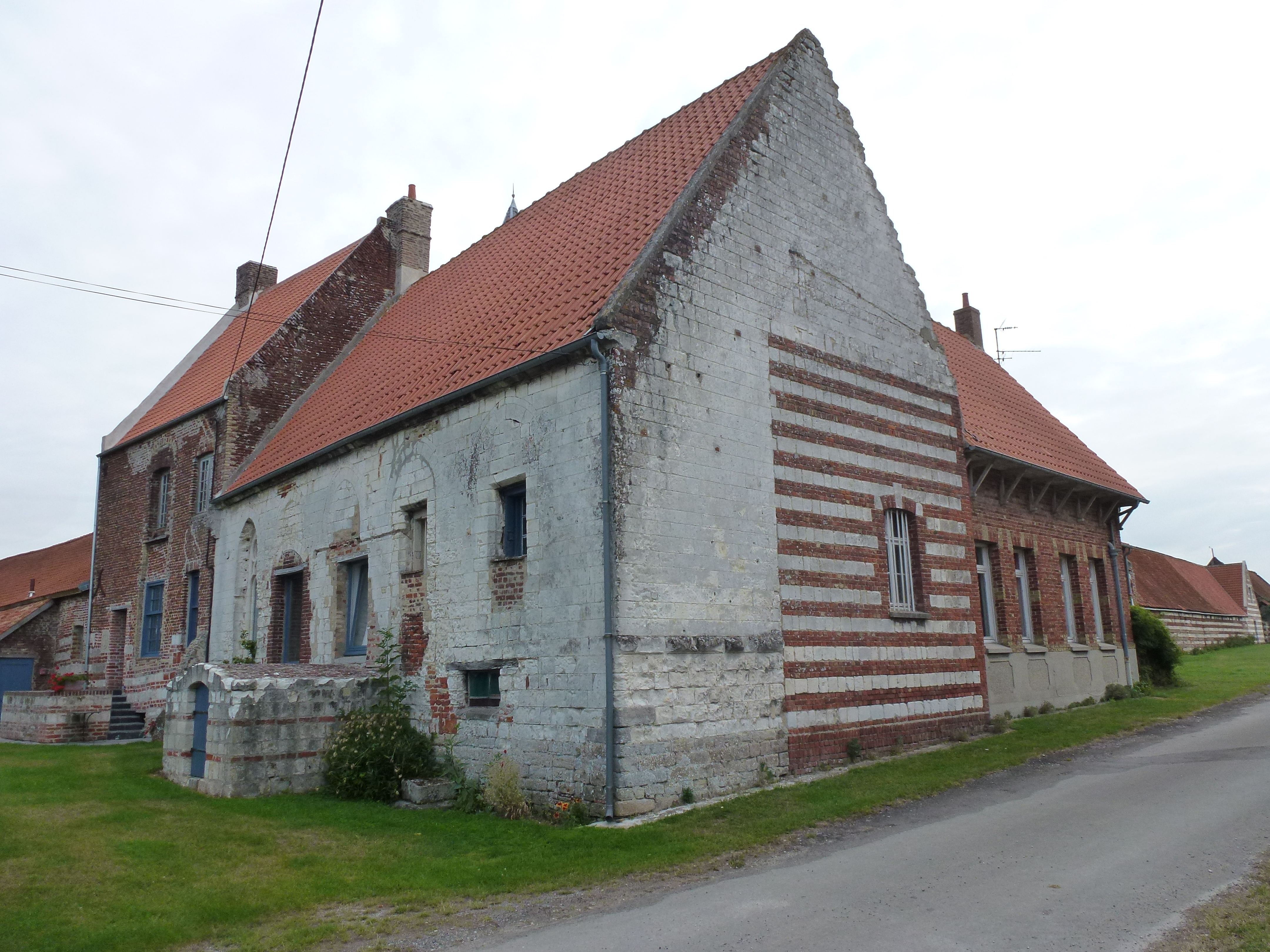
De abdijhoeve
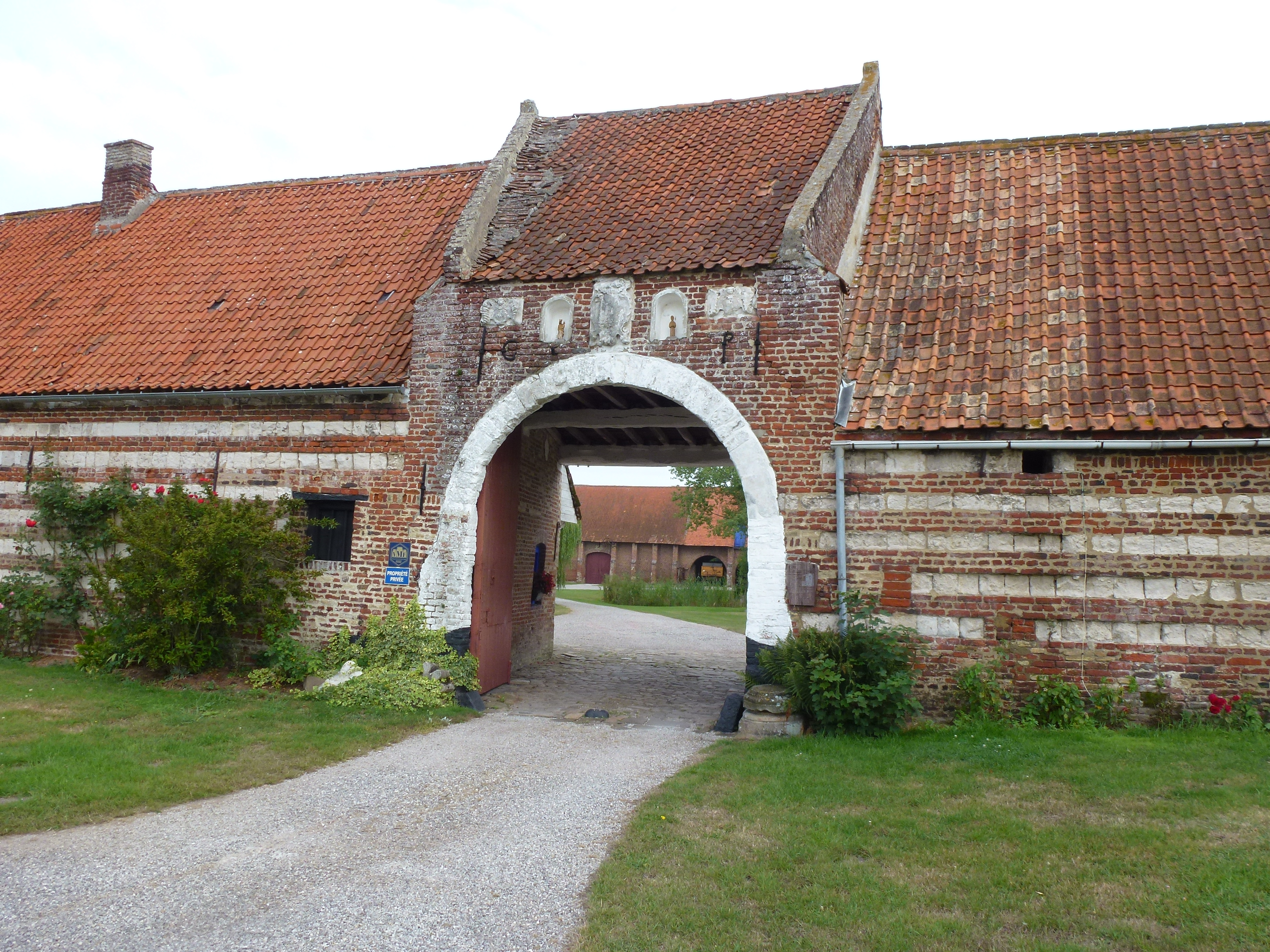
De poort van de abdijhoeve
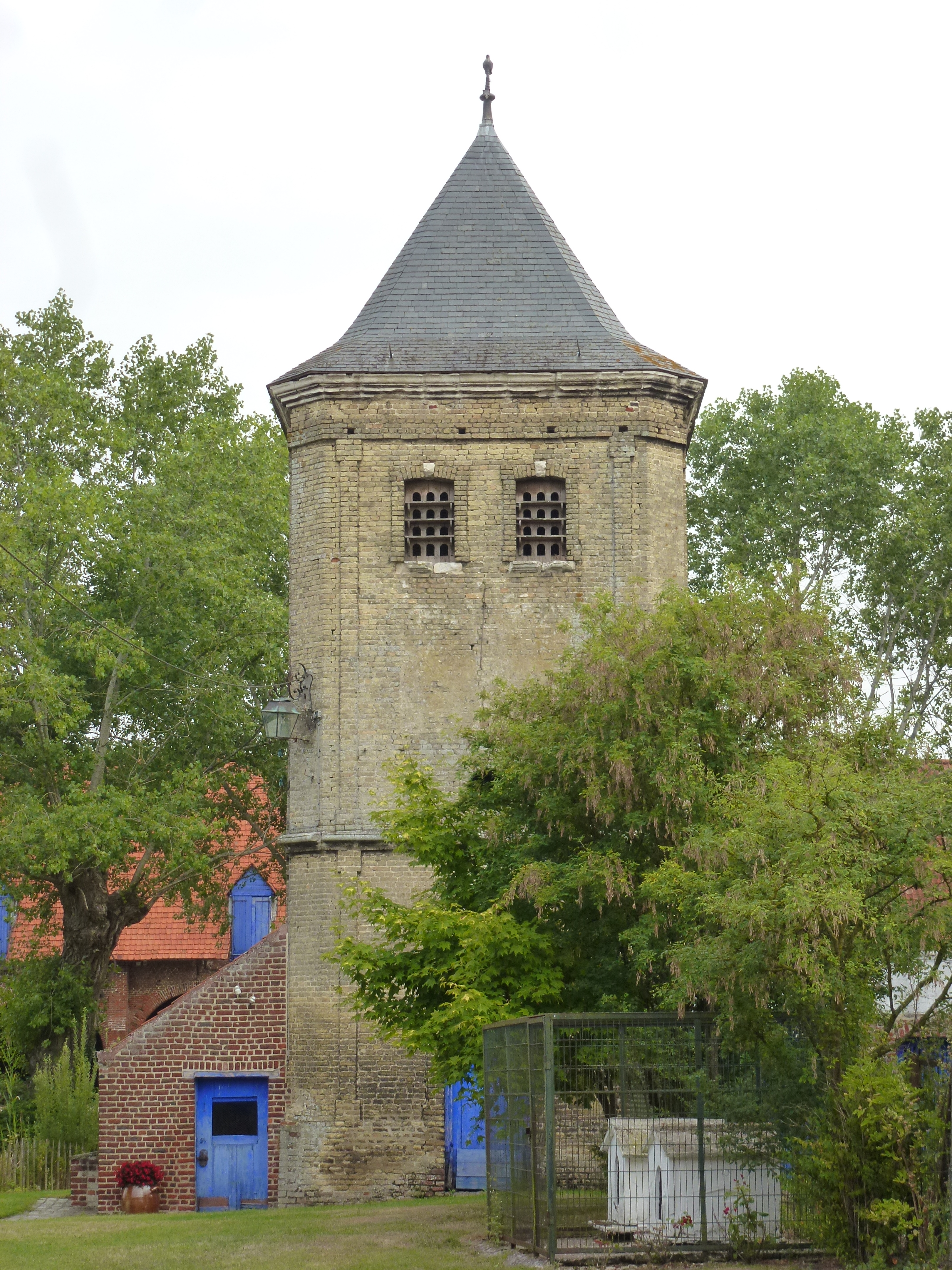
De duiventoren